# 1968년 칸 영화제
제21회 칸 영화제는 1968년 5월 10일부터 1968년 5월 24일까지 열린 영화제이다. 프랑스 칸에서 개최되었으나, 프랑스의 68운동으로 인해 중도 취소되었다.